# Vincze-Krausz Ilona
Vincze-Krausz Ilona (héberül: אילונה_וינצה-קראוס, született Kraus (Budapest, 1902. december 14. – Tel Aviv, 1998. augusztus 17.) magyar származású izraeli zongoraművész, zenepedagógus.

## Élete
Kraus Izidor és Lefkovics Karolina lánya. A Mária Terézia Leánygimnáziumban érettségizett. A budapesti Zeneakadémián Hubay Jenő, Bartók Béla és Dohnányi Ernő tanítványa volt. Zenei versenyeken számos díjat nyert. 1923-ban Liszt-díjat kapott. Az 1920-as évektől szólistaként lépett fel Európában. 1930. augusztus 12-én Budapesten házasságot kötött Vincze László (1904-1990) csellistával, akitől egy fia született. Férje játszott a Budapesti Hangversenyzenekarban és szimfonikus zenekarban is. Közösen több alkalommal felléptek, sokszor trióvá kiegészülve (Magyar trió) Molnár Alice, Garay György és Végh Sándor hegedűművészekkel. 1936-ban férjével Palesztinába emigrált. 1936-tól mindketten játszottak az akkor alakult Palesztinai Szimfonikus Zenekarban és a Hubay Jenő egykori tanítványaiból megalakult kvartettben, Fenyves Alice, Fenyves Lóránd és Pártos Ödön mellett. Ez utóbbi volt a későbbi Izrael első vonósnégyese. 1936-től 1947-ig a jeruzsálemi Konzervatóriumban, majd 1966-tól a Tel-Aviv-i Zeneakadémián tanított. A tanítványai közé tartozott Baruch Arnon, Meira Farkas, Yoheved Kaplinsky, Betty Olivero, Avi Schönfeld, Naomi Shemer, Yaara Tal és Issak Tavior.